# Oreochloa disticha
Oreochloa disticha är en gräsart som först beskrevs av Franz Xaver von Wulfen, och fick sitt nu gällande namn av Heinrich Friedrich Link. Oreochloa disticha ingår i släktet Oreochloa och familjen gräs. Inga underarter finns listade i Catalogue of Life.

## Bildgalleri

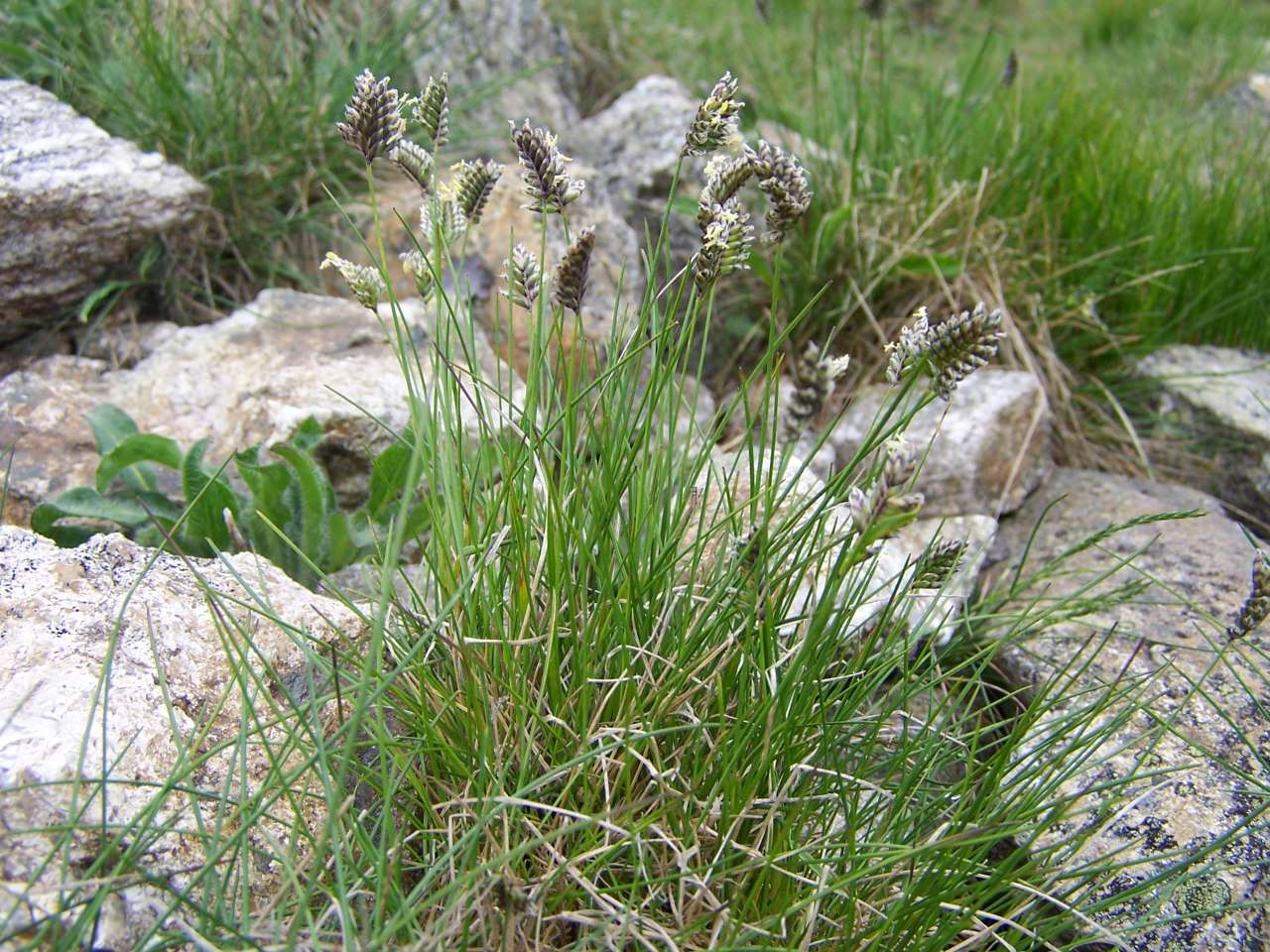
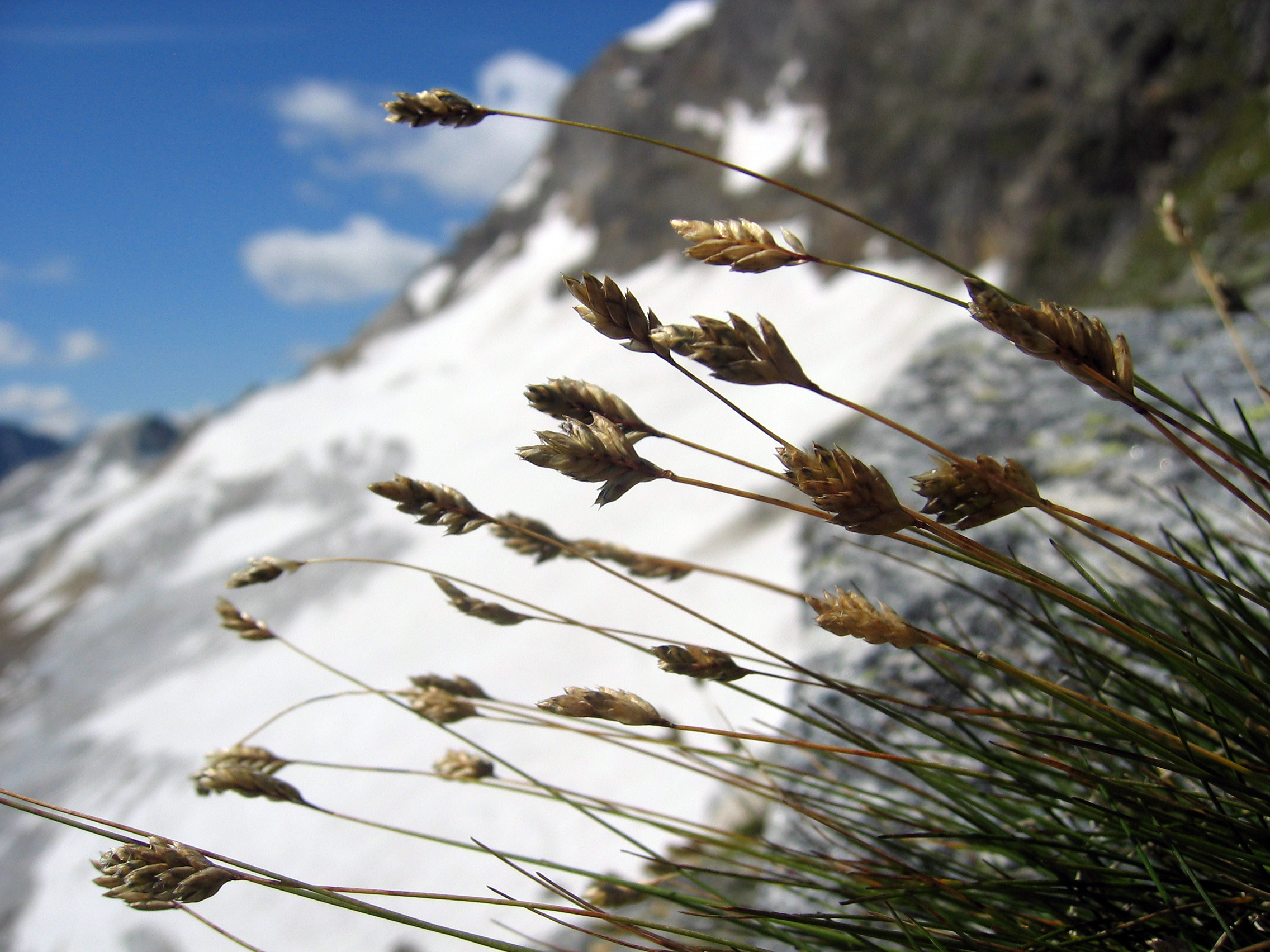
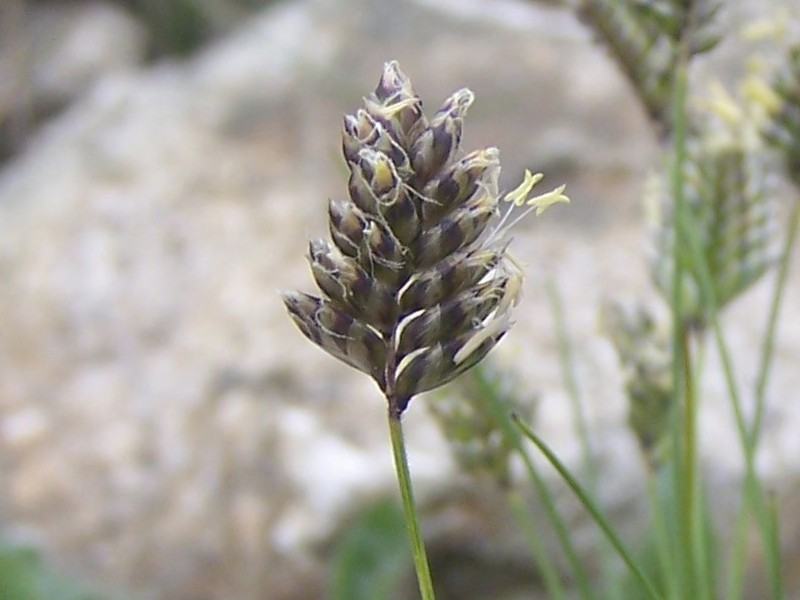
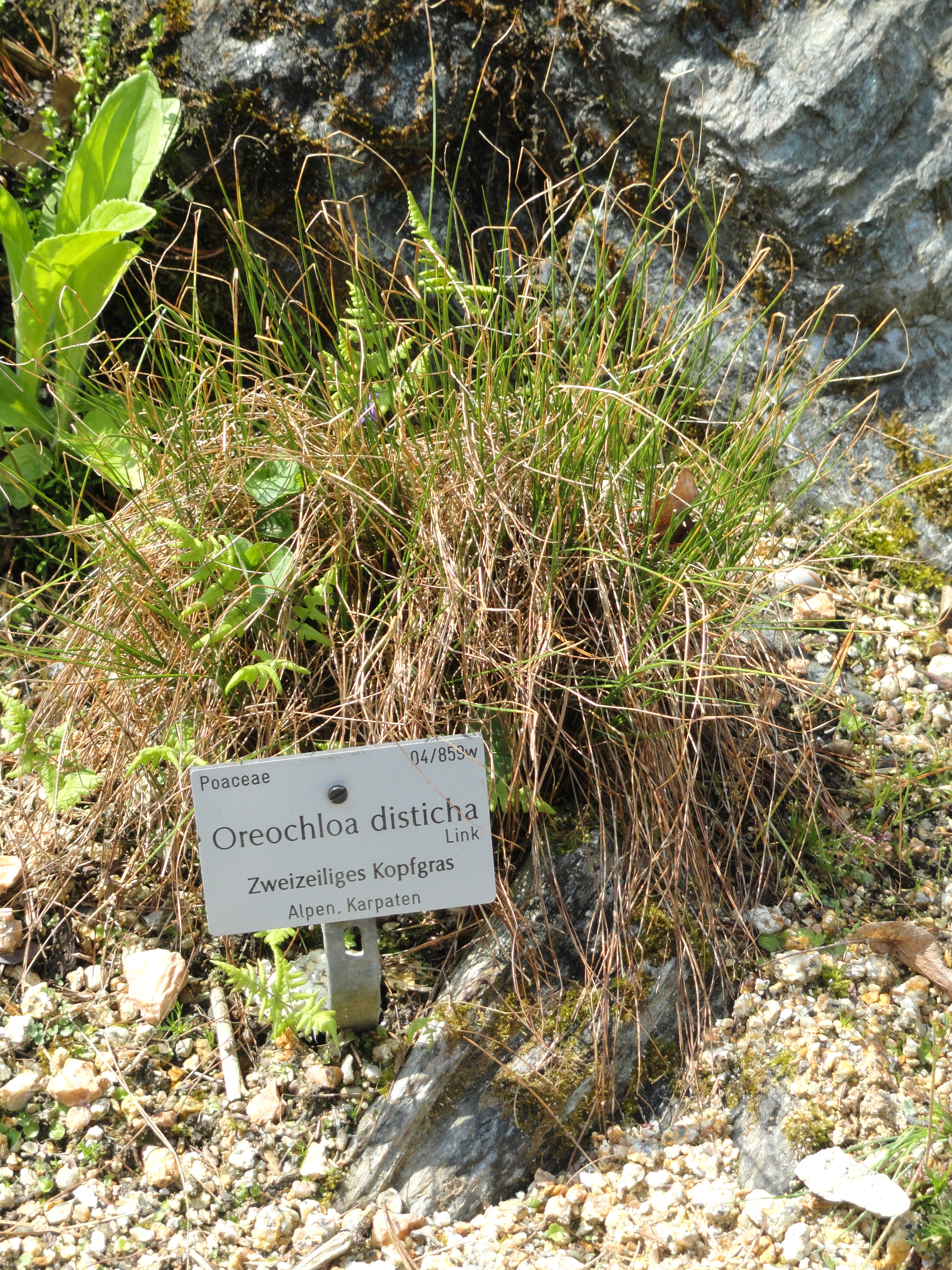
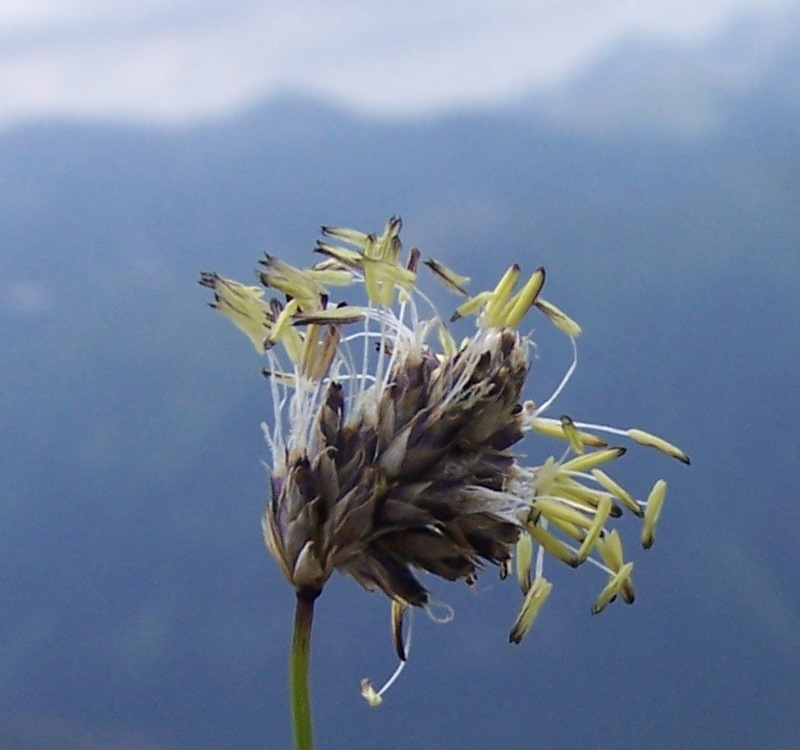